# Enrique XXV de Reuss-Gera
Enrique XXV (Gera, 27 de agosto de 1681 - Gera, 13 de marzo de 1748) gobernó de 1735 a 1748 como conde de Reuss-Gera, una rama de la línea más joven de la Casa de Reuss.

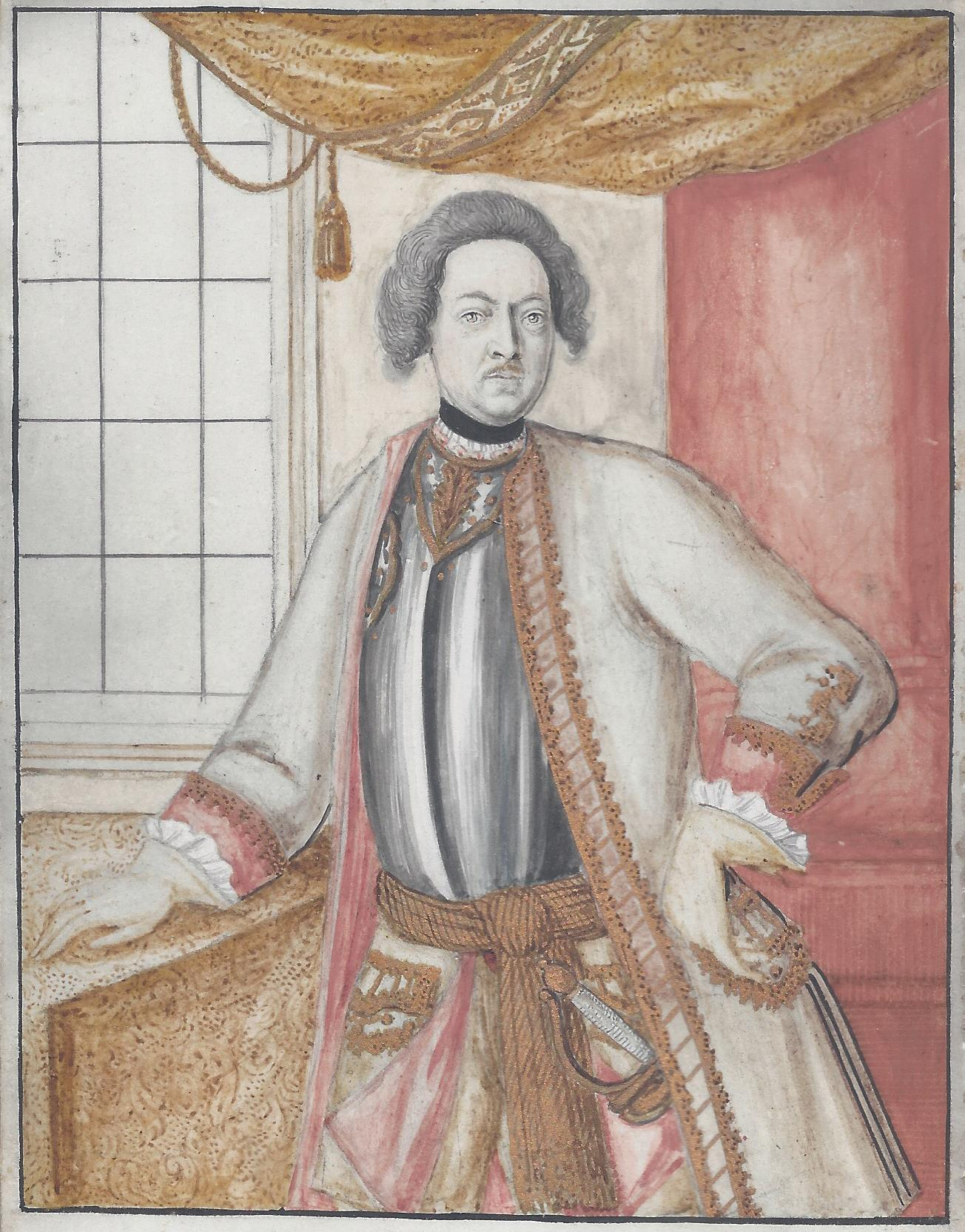
Retrato de Enrique XXV de Reuss-Gera

## Vida
Enrique XXV fue el séptimo hijo de Enrique IV (1650-1686), señor y conde de Gera, y de su esposa, la condesa Ana Dorotea de Schwarzburgo-Sondershausen (1645-1716).
Cuando su hermano mayor Enrique XVIII. (1677-1735) murió soltero y sin hijos el 25 de noviembre de 1735, Enrique le sucedió en el trono del condado. Después de la muerte de Enrique XV, conde Reuss-Lobenstein, se convirtió en Enrique XXV. En 1739 era el miembro de mayor edad de toda la Casa de Reuss en la línea más joven con 58 años.

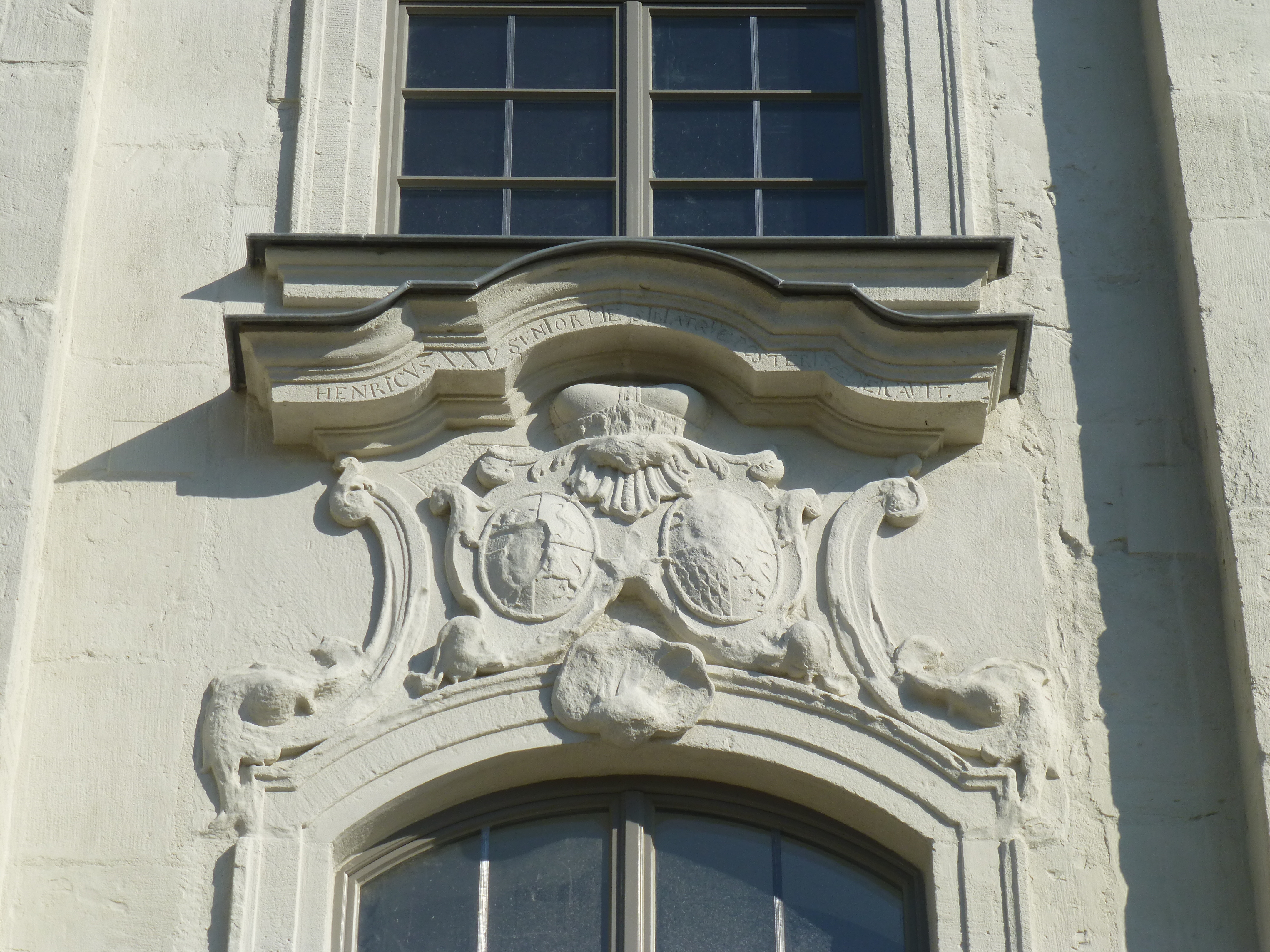
Castillo de Tinz, donde se encuentra grabado el escudo de Enrique XXV.

El nombre de Enrique XXV sigue estando estrechamente asociado con el castillo de Tinz, que mandó construir en 1745. Además, Enrique tuvo el poder, bajo su predecesor Enrique XVIII, para terminar la construcción ya iniciada del invernadero de naranjos en la huerta de Gera.
Enrique murió el 13 de marzo de 1748 y fue enterrado el 21 de marzo de 1748 en la cripta hereditaria de la antigua capilla de San Juan en Johannisplatz, donde yace fallecida su primera esposa.

## Matrimonio y descendencia
A la edad de 36 años, Enrique se casó con la condesa Justina Leonor Sofía de Giech-Thurnau, hija del conde Carlos Gottfried II de Giech-Thurnau. La felicidad conyugal ni siquiera duró un año, debido a que Justina Leonor Sofía murió el 1 de febrero de 1718. La condesa palatina Sofía María del Palatinado-Zweibrücken-Birkenfeld-Gelnhausen se convirtió en la segunda esposa de Enrique. Ambos se casaron el 24 de agosto de 1722 en Sondershausen. De este matrimonio nacieron tres hijos:
- Condesa Sofía Enriqueta Dorotea (13 de junio de 1723 en Gera - 27 de agosto de 1789 allí)
- Condesa Carolina (*† 14 de septiembre de 1725 en Gera)
- Conde Enrique XXX de Reuss-Gera (24 de abril de 1727 en Gera - 26 de abril de 1802 allí)